# Böngroddar

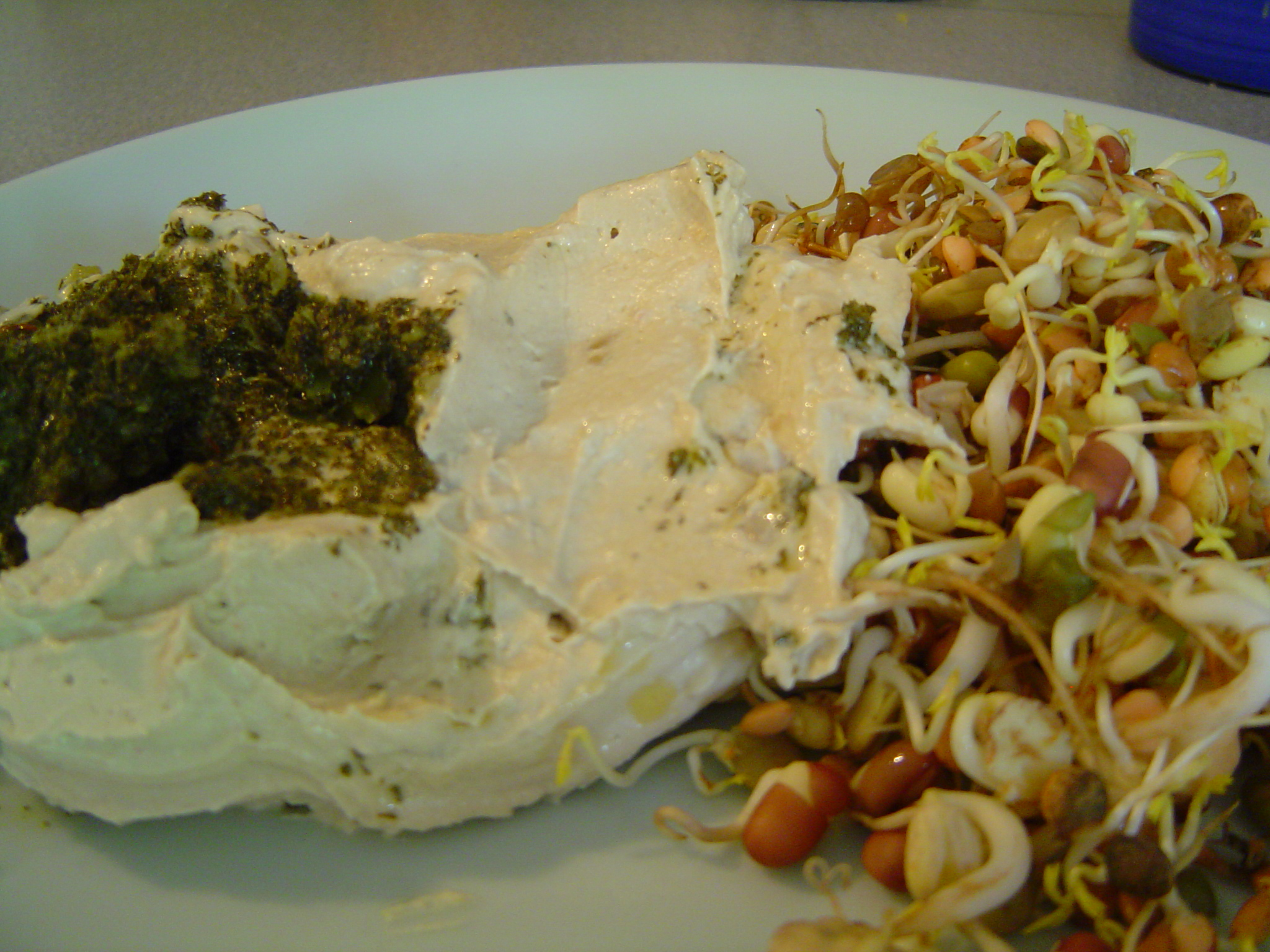
Hummus med böngroddar.

Böngroddar är groddplantor av bönarter som används som grönsak. Vanligen används bönarterna mungböna och sojaböna. Böngroddar är proteinrika samt innehåller B-vitamin och C-vitamin. Böngroddar brukar användas i matlagning, exempelvis i wokade maträtter.